# Саламандрови
Саламандрови (Salamandridae) е семейство опашати земноводни, включващо дъждовниците и тритоните. Видовете са разпространени в Северното полукълбо.

## Таксономия
Семейство Саламандрови
- Подсемейство Pleurodelinae
  - Род Calotriton
    - Вид Calotriton arnoldii
    - Вид Calotriton asper

  - Род Cynops
    - Вид Cynops chenggongensis
    - Вид Cynops cyanurus
    - Вид Cynops ensicauda
    - Вид Cynops orientalis
    - Вид Cynops orphicus
    - Вид Cynops pyrrhogaster
    - Вид Cynops wolterstorffi

  - Род Echinotriton
    - Вид Echinotriton andersoni
    - Вид Echinotriton chinhaiensis

  - Род Euproctus
    - Вид Euproctus asper
    - Вид Euproctus montanus
    - Вид Euproctus platycephalus

  - Род Lissotriton
    - Вид Lissotriton boscai
    - Вид Lissotriton graecus – гръцки малък тритон
    - Вид Lissotriton helveticus
    - Вид Lissotriton italicus
    - Вид Lissotriton kosswigi – малък тритон на Косвиг
    - Вид Lissotriton lantzi – кавказки малък тритон
    - Вид Lissotriton montandoni – карпатски тритон
    - Вид Lissotriton schmidtleri – малък тритон на Шмитлер
    - Вид Lissotriton vulgaris – малък гребенест тритон

  - Род Mesotriton
    - Вид Mesotriton alpestris

  - Род Neurergus
    - Вид Neurergus crocatus
    - Вид Neurergus kaiseri
    - Вид Neurergus microspilotus
    - Вид Neurergus strauchii

  - Род Notophthalmus
    - Вид Notophthalmus meridionalis
    - Вид Notophthalmus perstriatus
    - Вид Notophthalmus viridescens

  - Род Ommatotriton
    - Вид Ommatotriton ophryticus
    - Вид Ommatotriton vittatus

  - Род Pachytriton
    - Вид Pachytriton brevipes
    - Вид Pachytriton labiatus

  - Род Paramesotriton
    - Вид Paramesotriton caudopunctatus
    - Вид Paramesotriton chinensis
    - Вид Paramesotriton deloustali
    - Вид Paramesotriton fuzhongensis
    - Вид Paramesotriton guanxiensis
    - Вид Paramesotriton hongkongensis
    - Вид Paramesotriton laoensis

  - Род Pleurodeles
    - Вид Pleurodeles nebulosus
    - Вид Pleurodeles poireti
    - Вид Испански ребрест тритон (Pleurodeles waltl)

  - Род Salamandrina
    - Вид Salamandrina terdigitata
    - Вид Salamandrina perspicillata

  - Род Taricha
    - Вид Taricha granulosa
    - Вид Taricha rivularis
    - Вид Taricha torosa

  - Род Тритони (Triturus)
    - Вид Triturus carnifex
    - Вид Triturus cristatus
    - Вид Дунавски гребенест тритон (Triturus dobrogicus)
    - Вид Южен гребенест тритон (Triturus karelinii)
    - Вид Triturus marmoratus
    - Вид Triturus pygmaeus

  - Род Tylototriton
    - Вид Tylototriton asperrimus
    - Вид Tylototriton hainanensis
    - Вид Tylototriton kweichowensis
    - Вид Tylototriton shanjing
    - Вид Tylototriton taliangensis
    - Вид Tylototriton verrucosus
    - Вид Tylototriton vietnamensis
    - Вид Tylototriton wenxianensis
- Подсемейство Salamandrinae
  - Род Chioglossa
    - Вид Chioglossa lusitanica

  - Род Lyciasalamandra
    - Вид Lyciasalamandra antalyana
    - Вид Lyciasalamandra atifi
    - Вид Lyciasalamandra billae
    - Вид Lyciasalamandra fazilae
    - Вид Lyciasalamandra flavimembris
    - Вид Lyciasalamandra helverseni
    - Вид Lyciasalamandra luschani

  - Род Mertensiella
    - Вид Mertensiella caucasica

  - Род Дъждовници (Salamandra)
    - Вид Salamandra algira
    - Вид Salamandra atra
    - Вид Salamandra corsica
    - Вид Salamandra infraimmaculata
    - Вид Salamandra lanzai
    - Вид Дъждовник (Salamandra salamandra)